# История авиации в России
История авиации в России — раздел российской истории, посвященный развитию конструкций летательных аппаратов тяжелее воздуха и их полётов.

## Предыстория
Историю российской авиации принято отсчитывать с начала XX века. Однако очевидные предпосылки к её развитию можно наблюдать уже в XIX веке.
В 1870 году было создано Русское общество воздухоплавания. В 1880 году по инициативе Дмитрия Менделеева при Русском техническом обществе был создан воздухоплавательный отдел. Однако, согласно исследованию, опубликованному в 1962 году доцентом МАТИ Г. А. Сломянским, инновации в сфере авиационных приборов начались в российском воздухоплавании куда раньше: первые в России авиационные приборы были использованы в ходе полёта на воздушном шаре еще в 1804 году. На Всемирной выставке в Вене (1873 год) русскими воздухоплавателями был продемонстрирован первый в мире автопилот.
При этом уже во второй половине XIX века на вооружении русской армии состояли воздушные шары. В конце века действовал отдельный воздухоплавательный парк.

## Самолёт Можайского
Принято считать, что самолёт Можайского — изобретение молодого и талантливого морского офицера Александра Фёдоровича Можайского.

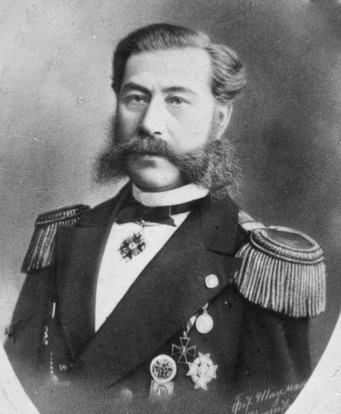
Александр Фёдорович Можайский

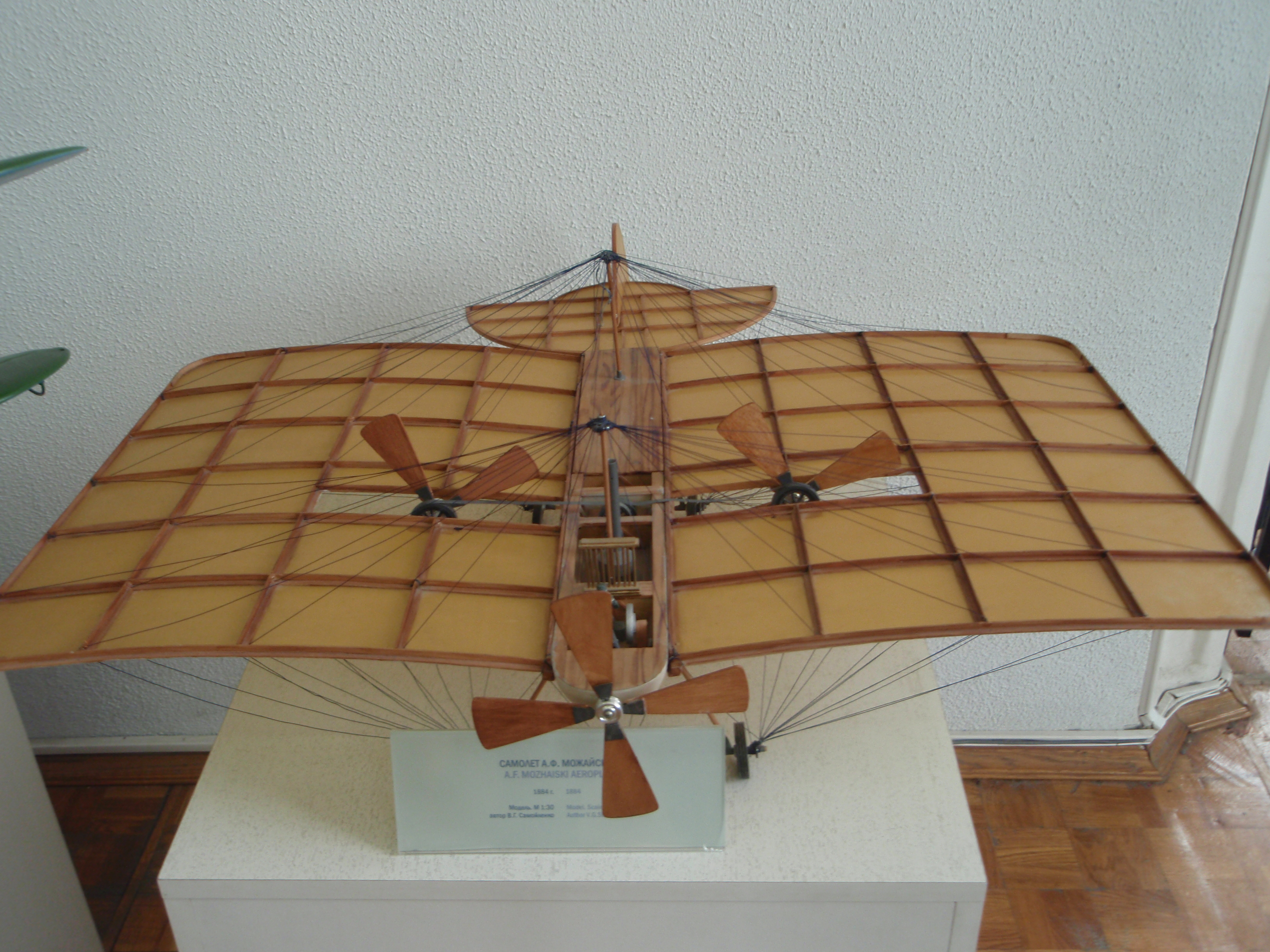
Модель самолёта А. Ф. Можайского. Политехнический музей (Москва)

В действительности конкретная реализация замыслов русского изобретателя произошла, когда ему, в чине контр-адмирала, было уже 60 лет. До этого он на протяжении тридцати лет проводил различного рода исследования в области полётов (включая полет птиц), итогом чего и стал проект самолёта.
В советской (и отчасти позднейшей российской) истории было принято считать, что самолёт Можайского стал одним из первых (если не первым) в мире летательным аппаратом тяжелее воздуха, которому удалось оторваться от земли и совершить пилотируемый полет. Однако в мировой науке данная точка зрения не является мейнстримной, а пионерами довольно однозначно признаются братья Райт, чьи успехи были официально зарегистрированы лишь спустя 15 лет. К сожалению, документов, непосредственно зафиксировавших ход испытаний самолёта Можайского, не сохранилось, что радикально сокращает пространство для маневра в дискуссиях о приоритете. Тем не менее, для развития российской авиации самолёт Можайского является, вне сомнений, основной точкой отсчета.
Самолёт Можайского занял своё место в русской культуре — и не теряет его и в наши дни. Так, в романе Виктора Пелевина «Лампа Мафусаила» (2016 год) история создания самолёта и связанные с ней коллизии составляют основу главной сюжетной линии произведения.

## XX век. Начало
В 1902—1903 годах в Красном Селе, Бресте и Вильно прошли маневры, в ходе которых проверялись способы использования воздушных шаров в интересах артиллерии и для воздушной разведки. По итогам испытаний было принято решение о создании специальных подразделений при крепостях в Варшаве, Новгороде, Бресте, Ковно, Осовце и на Дальнем Востоке. Общее количество шаров составило 65. В 1908 году в России приступили к изготовлению дирижаблей.

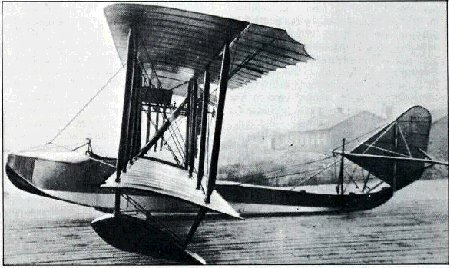
Гидросамолёт М-5

Однако в это же время уже велись исследования в сфере летательных аппаратов тяжелее воздуха. В 1904 году в Кучино был создан аэродинамический институт, руководителем которого стал выдающийся русский ученый Николай Жуковский, создатель аэродинамики (и гидродинамики). В институте велись работы, направленные на улучшения авиационной техники. В это же время российский конструктор Дмитрий Григорович начинал свои работы над созданием первых в мире гидросамолётов. До начала Первой мировой войны были открыты первые лётные училища.

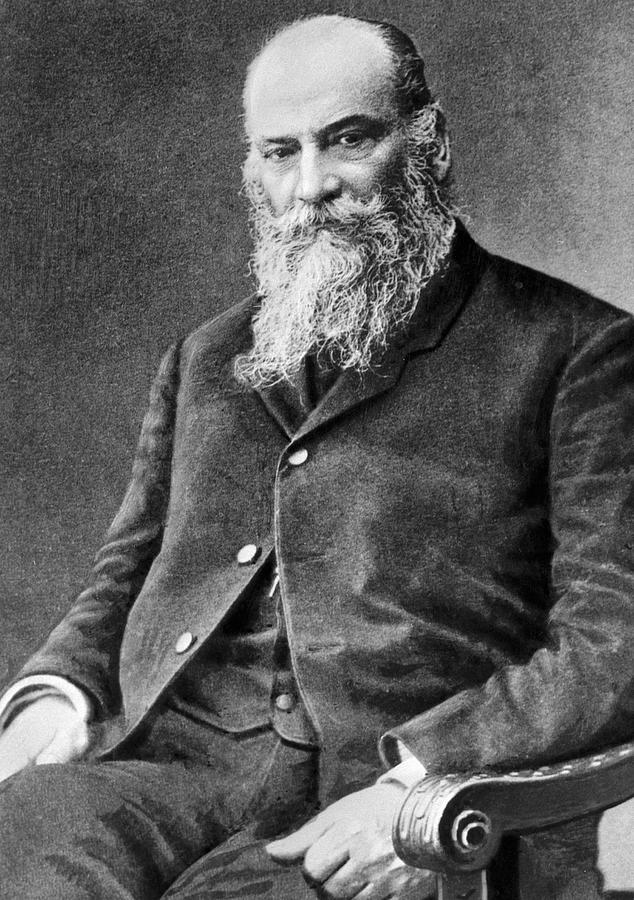
Николай Егорович Жуковский

В 1908 году в Петербурге был открыт Всероссийский аэроклуб. Во Францию отправили члена аэроклуба В. А. Лебедева для освоения искусства пилотирования, дабы впоследствии использовать его в качестве инструктора. Лебедев закончил обучение у самого Анри Фармана в июне 1910 года и с дипломом вернулся на родину.
В марте 1910 года отдел воздушного флота командирует во Францию для обучения лётной специальности семерых русских офицеров. Капитаны Л. Мациевич и С. Ульянин направлялись в школу Фармана, Г. В. Пиотровский (заменил капитана 2 ранга А. А. Яновича, который попал в аварию) и Б. В. Матыевич-Мацеевич — в школу Блерио, М. М. Зеленский и М. С. Комаров — в школу завода Левассера. Также во французские авиационные школы были отправлены шесть наиболее подготовленных нижних чинов для освоения специальностей авиамехаников и мотористов.
Одновременно, на изготовление и поставку в Россию к июню 1910 года, был сделан заказ мастерским Фармана, Блерио и Левассера одиннадцати самолётов. 21 октября 1910 года лётчиком Е. Рудневым (с механиком С. Плотниковым) на аэроплане Фарман-III был совершён первый в России междугородний перелёт — из Санкт-Петербурга в Гатчину .
Великий князь Александр Михайлович 8 ноября 1910 года официально открыл первую русскую военно-авиационную школу, на базе Всероссийского аэроклуба в Петербурге, а 14 ноября здесь начались учебные полёты.

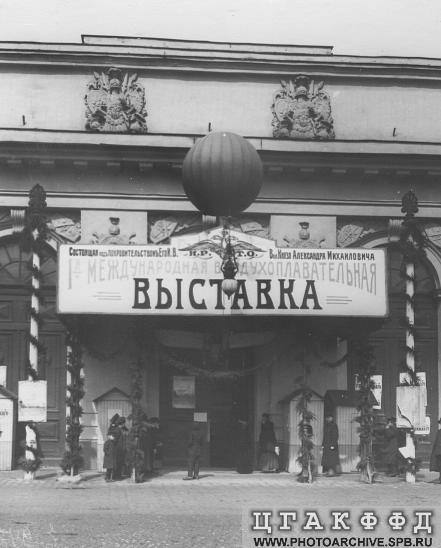
Международная воздухоплавательная выставка

В том же году открылась Севастопольская авиашкола его имени, менее чем через год состоялся выпуск военных летчиков России..
В апреле 1911 года Русским техническим обществом была организованна Первая Международная воздухоплавательная выставка. Она проходила в Санкт-Петербурге в Михайловском манеже, за все время работы выставку посетило более 200 тыс. человек. Выставка имела огромный успех и привлекла внимание всех крупных производителей аэропланов — как русских, так и зарубежных.
До лета 1912 года авиация и воздухоплавание считались составной частью инженерного дела и находились в ведении воздухоплавательного отдела Главного инженерного управления Военного министерства. 12 августа 1912 года приказом по военному ведомству вопросы воздухоплавания и авиации были изъяты из ведения Главного инженерного управления и переданы специально созданному органу — Воздухоплавательной части Генерального штаба, которую возглавил генерал-майор М. И. Шишкевич. Эта дата считается днём образования военной авиации России.
27 августа 1913 года в Киеве над Сырецким полем П. Н. Нестеров впервые в мире выполнил на самолёте «Ньюпор—4» с двигателем «Гном-Рон» в 70 л. с. замкнутую петлю в вертикальной плоскости. Этим манёвром Нестеров положил начало высшему пилотажу.
Предтечей первых авиационных заводов в Российской империи стали мастерские, в которых ремонтировались самолеты иностранных лётчиков, прибывавших в Россию на гастроли. Вскоре, однако, начали поступать появились заказы не только на починку, но и на производство новых самолетов. Русская авиационная промышленность зародилась в 1909 году, а еще через год начала выпускать самолёты. Первенцем российского авиастроения стал биплан «Россия-А», выпущенный заводом «Первого всероссийского товарищества воздухоплавания» на основе конструкции Анри Фармана.

## Первые авиационные заводы
В 1910-х годах в России начали открываться первые полноценные авиационные заводы, зачастую на базе крупных компаний и предприятий из сферы транспортного машиностроения. Так, в 1909 году юрист Сергей Щетинин приступил к созданию первого в России авиационного производства —  на полученную от военного министерства в начале 1910 года денежную ссуду была открыта мастерская в Санкт-Петербурге, получившую название «Первое Российское Товарищество Воздухоплавания» — ПРТВ (с 1915 года — завод «Гамаюн»).
С. С. Щетинин заинтересовался работами конструктора Д. Григоровича и пригласил его на работу. Через некоторое время Григорович сконструировал свою первую летающую лодку (гидросамолёт) М-1, предназначенную для военных действий на море. Впоследствии им были разработаны улучшенные модели этого самолета. И вскоре завод Щетинина стал специализироваться на выпуске летающих лодок.
В том же 1909 году первый самолёт был выпущен на заводе «Дукс», который первоначально выпускал велосипеды и мотоциклеты, но очень быстро перешел на производство самолётов, ставшем спустя несколько лет основным авиационным поставщиком русской армии. К 1918 году, когда завод был национализирован, ассортимент его продукции составлял 22 типа самолётов, включая гидропланы. Именно на самолёте производства «Дукс» в 1913 году впервые в мире выполнил «мертвую петлю» лётчик штабс-капитан Пётр Николаевич Нестеров. В Петроградском филиале завода начинал свою карьеру авиаконструктора Николай Поликарпов.
В собственности завода находились четыре ангара на окраине Ходынского поля, где в 1910 году был открыт первый в Москве полноценный аэродром (просуществовавший до 2003 года). Фактически здесь формировался первый в России авиационный кластер: в дальнейшем именно в окрестностях Ходынского поля в советское время были построены ведущие авиационные ОКБ: Сухого, Микояна, Ильюшина, Яковлева.
В 1912 году в Санкт-Петербурге начала свою деятельности мастерская авиационного отдела Русско-Балтийского вагонного завода (РБВЗ); на должность главного конструктора был приглашен Игорь Иванович Сикорский. Испытывали построенные самолёты Г. В. Алехнович и Г. В. Янковский. 
В 1913 году под руководством Сикорского был построен первый в мире четырёхмоторный самолёт «Русский витязь», давший начало тяжёлой авиации. В том же году же публике был показан опытный образец первого в истории многомоторного бомбардировщика «Илья Муромец».

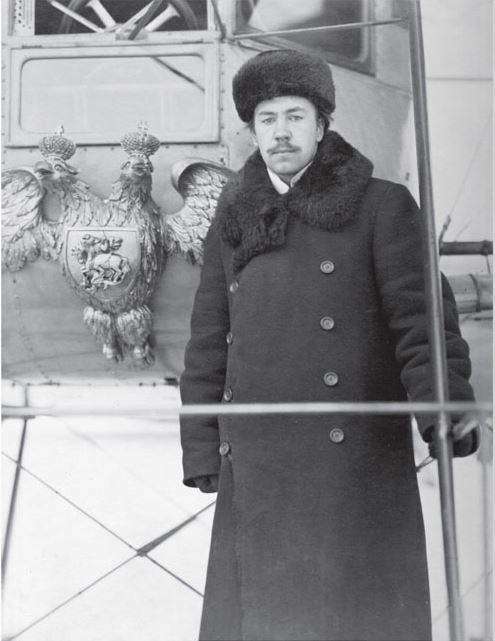
Игорь Иванович Сикорский на передней площадке первого экземпляра «Ильи Муромца», зима 1913—14 гг.

В декабре 1914 года император Николай II утвердил решение о создании эскадры воздушных кораблей «Илья Муромец», ставшей первым в мире соединением, в составе которого имелись тяжелые четырёхмоторные бомбардировщики. Именно эту дату принято считать началом дальней авиации в России. РБВЗ имел свои строительные отделения в Риге и Петербурге. Осенью 1915 года Рижское отделение было эвакуированно в Тверь и Москву.
После революции и последующей национализации завод и его авиационное бюро завода несколько раз реорганизовывались и переименовывались, став, в числе прочего, базой для создания завода имени М. В. Хруничева, одного из ведущих предприятий российской ракетно-космической промышленности.
В 1914 году завод в Санкт-Петербурге открывает Владимир Александрович Лебедев — один из первых российских авиаторов, в дальнейшем — президент Всероссийского аэроклуба и кавалер ордена Почётного легиона (Франция). По площади предприятие значительно превосходило заводы как Щетинина, так и «Дукс». До Первой мировой войны на заводе В. Лебедева военное министерство заказало строительство нескольких машин «Фарман 4» и «ньюпоров». Также здесь уже велось строительство самолётов типа «Моран-Солнье», «Вуазен», «Депердюссен». К концу 1915 года на заводе был разработан и создан двухместный самолёт «Лебедь-12», аналог немецкого самолёта «Альбатрос», но превосходящий его практически по всем показателям. В дальнейшем «Товарищество В. А. Лебедев и К» реализовало еще несколько подобных проектов, наиболее успешным из которых оказался Таганрогский аэропланный завод.
В 1913 году в Одессе, учредителем и президентом Одесского аэроклуба, предпринимателем и банкиром А. А. Анатрой был построен самолётостроительный завод «Завод аэропланов Анатра». Благодаря крупным заказам Военного министерства и средствам Анатры завод вскоре стал самым большим предприятием отрасли в России и производил около 100 самолётов в месяц.

## В годы Первой мировой войны
В начале Первой мировой войны авиацию использовали главным образом для ведения разведки и связи. Боевых действий в интересах сухопутных войск авиация почти не вела. В ходе войны, когда боевые возможности военно-воздушных сил возросли, им стала отводиться более активная роль, их действия приобрели больший размах и начали оказывать влияние на успех боевых действий сухопутных войск.
К началу Первой мировой войны Российская империя обладала самым большим среди всех воюющих держав парком военной авиации — 263 самолёта (из них 224 — в составе 39 авиационных отрядов) и 14 дирижаблей. Однако большинство самолётов были достаточно сильно изношены и морально устарели, при этом практически не имея на борту вооружения. В те времена ещё только изучали возможность ставить вооружение на летательные аппараты. Невооружёнными были самолёты у всех армий мира, ими располагавших. Кроме того, на каждые два самолёта приходилось менее одного обученного пилота. К концу войны качественное отставание перешло в количественное: в октябре 1917 года Россия имела 700 самолётов, значительно уступая по этому показателю другим воюющим странам.

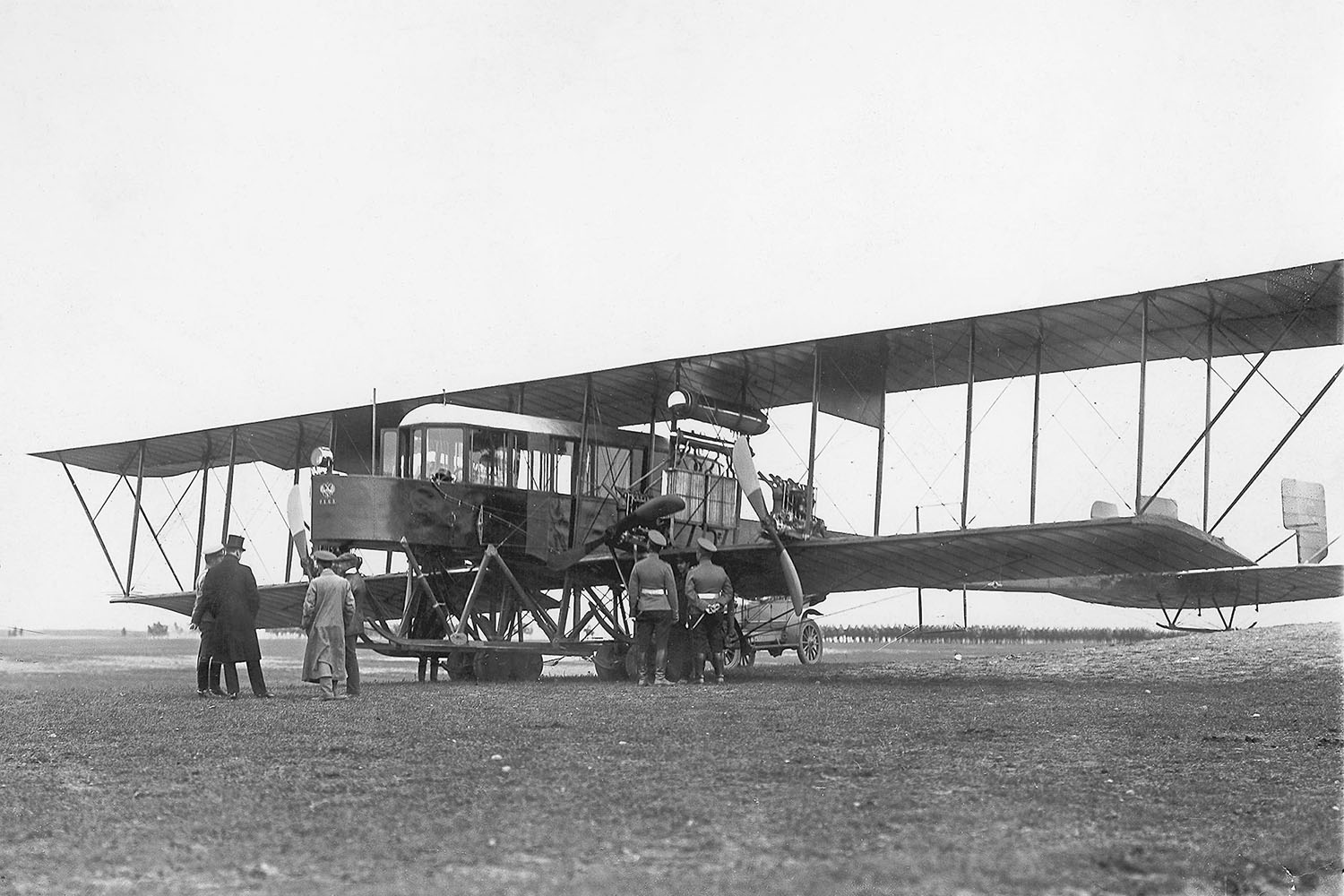
Самолёт «Русский витязь»

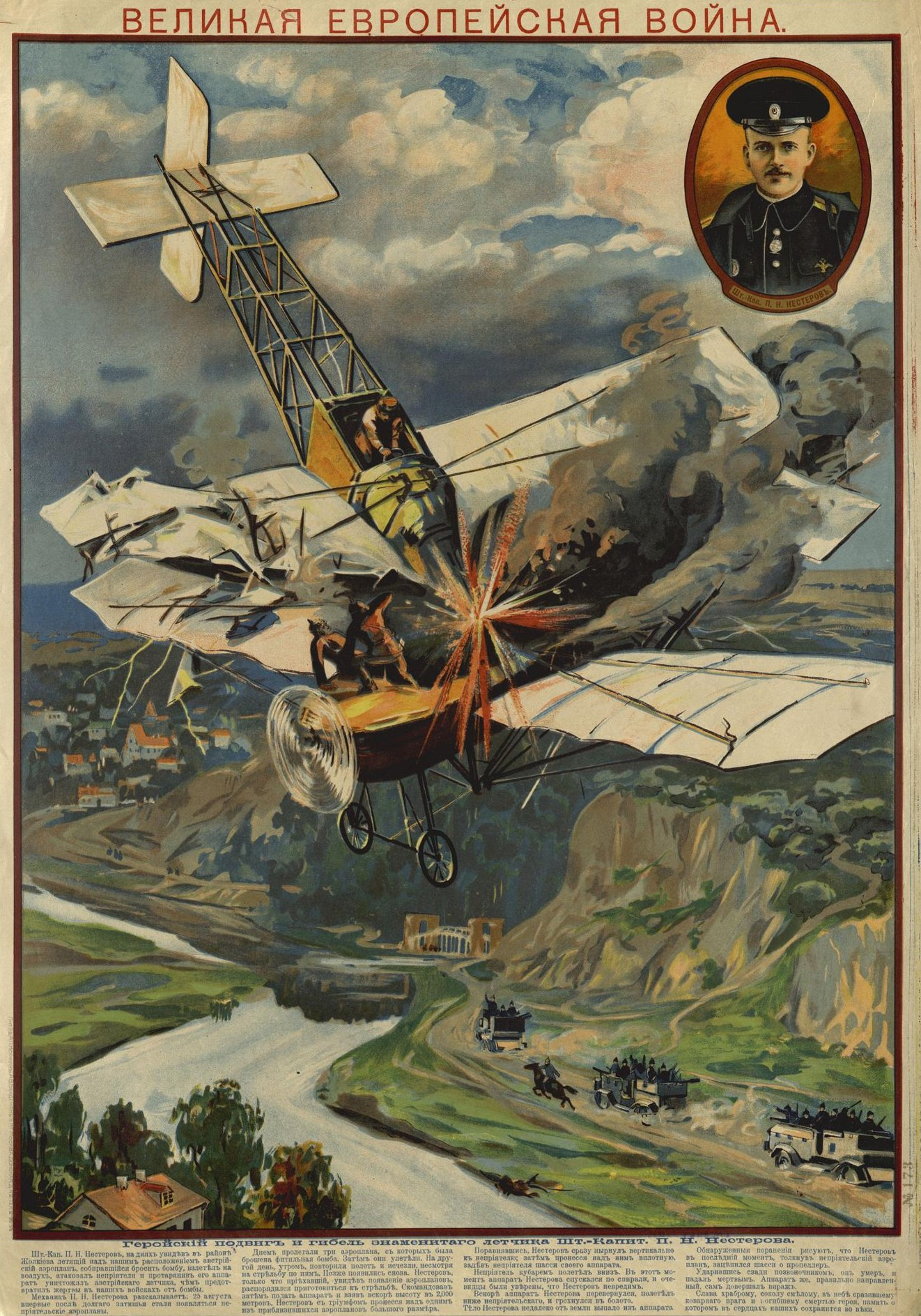
Плакат времён Первой мировой войны «Подвиг и гибель лётчика Нестерова»

Россия была единственной страной, имевшей в начале войны бомбардировочную авиацию дальнего действия. В октябре 1914 года бомбардировщики «Илья Муромец» объединили в Эскадру воздушных кораблей под командованием генерал-майора Михаила Шидловского, которая базировалась в деревне Старая Яблонна в полосе Севере-Западного фронта. За 1915 год самолёты «Эскадры воздушных кораблей» совершили более 100 успешных боевых вылетов, сбросили на неприятельские объекты около 20 т бомб. В 1916 году на вооружение стали поступать новые варианты «Ильи Муромца» — Г и Е — с улучшенными характеристиками, увеличенной грузоподъемностью и вооружением. Всего за годы Первой мировой войны было построено 78 самолётов «Илья Муромец». На них было выполнено более 400 боевых вылетов, сброшено около 70 т бомб/
При этом только до 1 ноября 1916 года из-за границы было получено 883 самолёта и 2326 двигателей. Во Франции было закуплено 65 % самолётов и 90 % моторов, в Италии — 25 % самолётов, в Англии — 10 %: как нетрудно заметить, потери за последующий год стали весьма существенными (как и в предыдущие годы войны).
Ещё одной проблемой авиации Империи стала система управления: ВВС вступили в войну, практически не имея чёткого руководства. До 1916 года работал воздухоплавательный отдел при ГИУ Генштаба, в дальнейшем было создано Управление Военно-воздушного флота занимавшееся в основном вопросами укомплектования и снабжения. Параллельно в Ставке Верховного Главнокомандующего была Авиационная канцелярия (Авиаканц), которую с конца 1915 года возглавил великий князь Александр Михайлович, человек, стоявший у истоков открытой в 1910 году офицерской авиационной школы под Севастополем. Тем не менее, высшее руководство не имело необходимых знаний и опыта в сфере авиации. Известный пример — визит военного министра Владимира Сухомлинова на испытательный аэродром в Петербурге в 1913 году. Узнав, что новые самолёты должны были испытываться в полёте полтора часа, министр отдал приказ о сокращении испытательных полётов до 30 минут, полностью проигнорировав протесты лётчиков и инженеров. Итогом, в числе прочего, и этого решения стало то, что в первый период войны основной процент потерь приходился на аварии. К началу октября 1914 года авиаотряды 3, 5, 8 и 9-й армий из 99 самолётов 91 потеряли вследствие несчастных случаев (и, соответственно, не более восьми — в рамках боевых потерь).

## Авиация в период революций и Гражданской войны
К февралю 1917 года в Российской империи насчитывалось 1039 аэропланов. Февральская революция привела к хаосу в России, в её вооружённых силах и авиационной промышленности.
В сентябре 1917 года на волне всеобщей демократизации возник руководящий орган — общественный Всероссийский совет авиации (Авиасовет), избранный Первым Всероссийским авиационным съездом и утвержденный приказом военного министра генерал-майора А. И. Верховского. Эту общественную организацию с неясным статусом, но большими амбициями возглавил лётчик-наблюдатель, эсер поручик Д. Д. Хризосколео. Многопартийный состав Авиасовета обусловил его раскол сразу же после захвата власти большевиками. Часть депутатов по тем или иным соображениям поддержала большевиков, остальные же встретили большевистскую революцию в штыки.
Накануне Октябрьской революции военно-воздушный флот России состоял из более чем 300 различных частей и подразделений, в том числе 14 авиационных дивизионов, 91 авиационного отряда, 4 боевых отрядов самолётов «Илья Муромец», 87 воздухоплавательных отрядов, 32 отрядов морской авиации, 11 авиационных и воздухоплавательных школ, дивизиона корабельной авиации, восьми авиапарков, а также многочисленных поездов-мастерских, авиабаз, воздухоплавательных парков и т. д. В авиационных частях служило до 35000 солдат и офицеров и имелось около 1500 аэропланов различных типов.
Большинство первых русских пилотов погибли в ходе Первой мировой и Гражданской войны или эмигрировали из России. Некоторое количество авиационных отрядов бывшего Императорского военно-воздушного флота перешло на сторону большевиков, остальные воевали в Белой авиации.

## Авиация в РСФСР и СССР

### Предвоенные годы
В апреле 1918 года в составе Всероссийской коллегии по управлению воздушным флотом (с мая Главное управление Рабоче-Крестьянского Красного Военно-Воздушного Флота (Главвоздухфлот)) был создан отдел по применению авиации в народном хозяйстве. До этого времени имелись лишь единичные нерегулярные случаи использования авиации не военного назначения в транспортных целях. Отделом, в частности, предполагалось наладить воздушную линию Петроград — Москва, организовать работы по аэрофотосъёмке территории страны. Некоторые работы были выполнены, но Гражданская война приостановила реализацию планов.
31 декабря 1918 года при ВСНХ РСФСР было образовано Главное управление авиационных заводов (Главкоавиа).
В 1919 году, все дореволюционные авиазаводы, авиамастерские были национализированы. Создание авиапромышленности было начато в годы довоенных пятилеток.
В начале 1921 года вышел первый в стране закон о регулировании полётов — декрет Совета Народных Комиссаров № 40 «О воздушных передвижениях». В декабре 1922 года в составе Главвоздухфлота была образована Инспекция гражданского воздушного флота.
В начале 1920-х формируются первые в СССР самолетостроительные КБ, начинают развиваться опытное строительство и серийное производство отечественных самолетов.
В 1923 году на Государственном авиационном заводе № 1 (ГАЗ № 1; бывший «Дукс») под руководством Поликарпова Н. Н. созданы самолёт-разведчик Р-1 и истребитель И-1, поступившие в серийное производство.

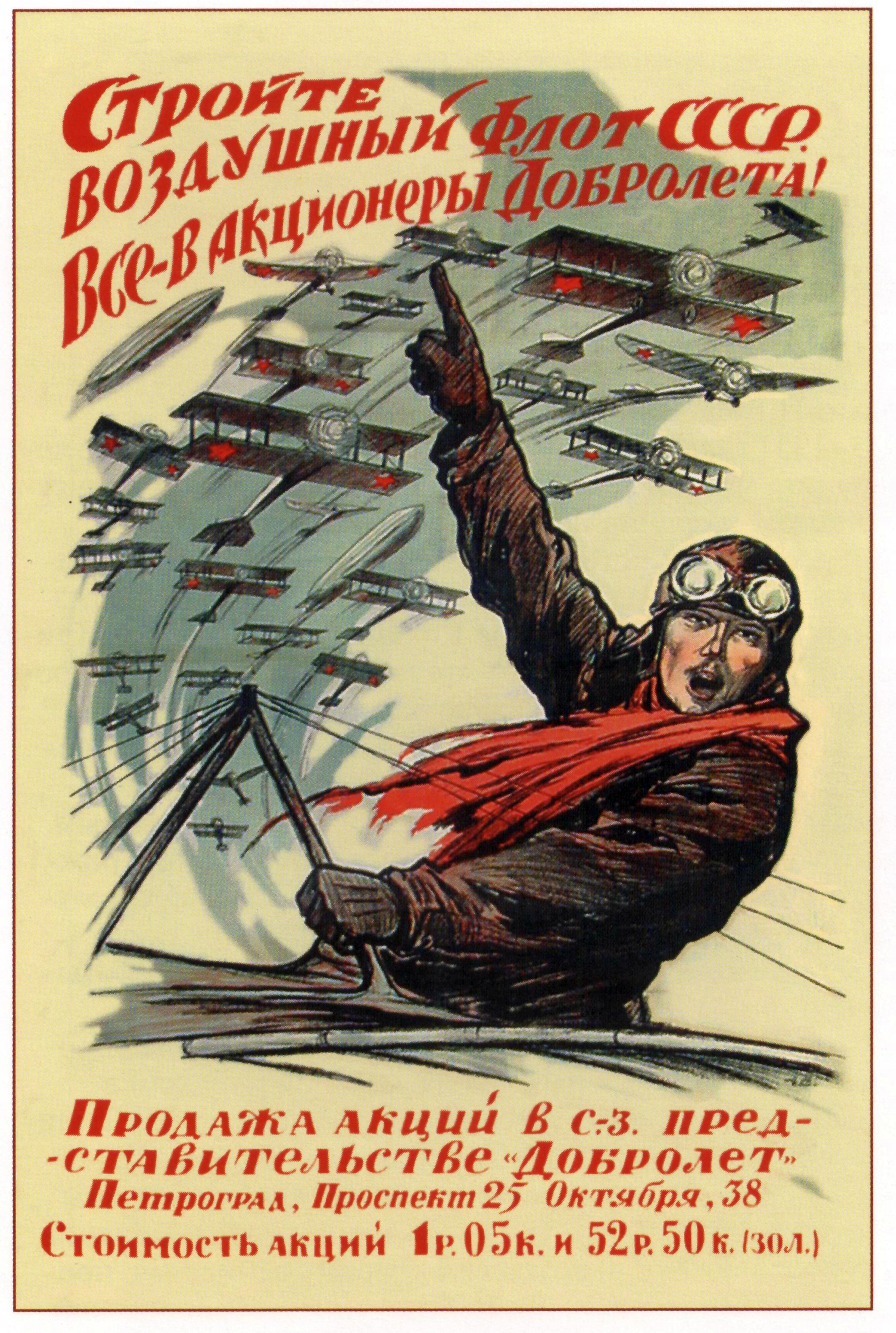
Рекламно-агитационный плакат 1923 года, рекламирующий акции компании «Добролёт»

В 1923 году Государственный авиационный завод (ГАЗ № 3 «Красный летчик»; бывший Русско-Балтийский вагонный завод) в Петрограде приступил к серийному изготовлению учебного самолета У-1
9 февраля 1923 года Совет труда и обороны принял постановление «О возложении технического надзора за воздушными линиями на Главное управление воздушного флота и об организации Совета по гражданской авиации». Этот день стал считаться датой образования гражданской авиации СССР.
Конец 20-х и 30-е годы характерны ускоренным развитием авиационной промышленности. Строятся новые самолётостроительные заводы, открываются исследовательские центры, разрабатываются отечественные двигатели и авиавооружение.
Так на Государственном авиационном заводе № 4 (ГАЗ № 4) «Мотор» А. Д. Швецовым был создан первый советский авиадвигатель — ПД М-11 мощностью 80,9 кВт, использовавшийся на протяжении нескольких десятилетий в легкомоторной авиации.
Первые коллективы разработчиков авиационных установок стрелкового и бомбардировочного вооружения под руководством В. Ф. Савельева и С. М. Меерсона, сформировавшиеся ещё в конце 1920-х, были объединены в 1930 году в единое КБ по авиавооружению во главе с А. В. Надашкевичем.
Так же в годы первых «пятилеток» идет активная разработка пассажирских и транспортных самолётов. Большинство авиастроительных заводов это заводы двойного назначения. на которых выпускаются самолёты, как военные, так и для Гражданского Воздушного Флота (ГВФ).
В 1925 году Государственный авиационный завод № 12 (ГАЗ-12) освоил производство первого самолёта оригинальной конструкции, которым стал 4-х местный пассажирский самолёт К-1.
В период 1930-х годов было построено свыше 6500 истребителей И-15, И-15бис и И-153, примерно столько же бомбардировщиков СБ и около 9000 истребителей И-16.
С начала 1930-х годов набирает темпы и производство пассажирских самолетов: парк гражданской авиации пополнили самолеты К-5 (их было изготовлено больше, чем других в этом классе, — свыше 260), ПС-9, АИР-6, ХАИ-1, «Сталь-2» и «Сталь-3», ПС-35, ПС-84 (Ли-2), ряд гражданских модификаций военных самолетов.

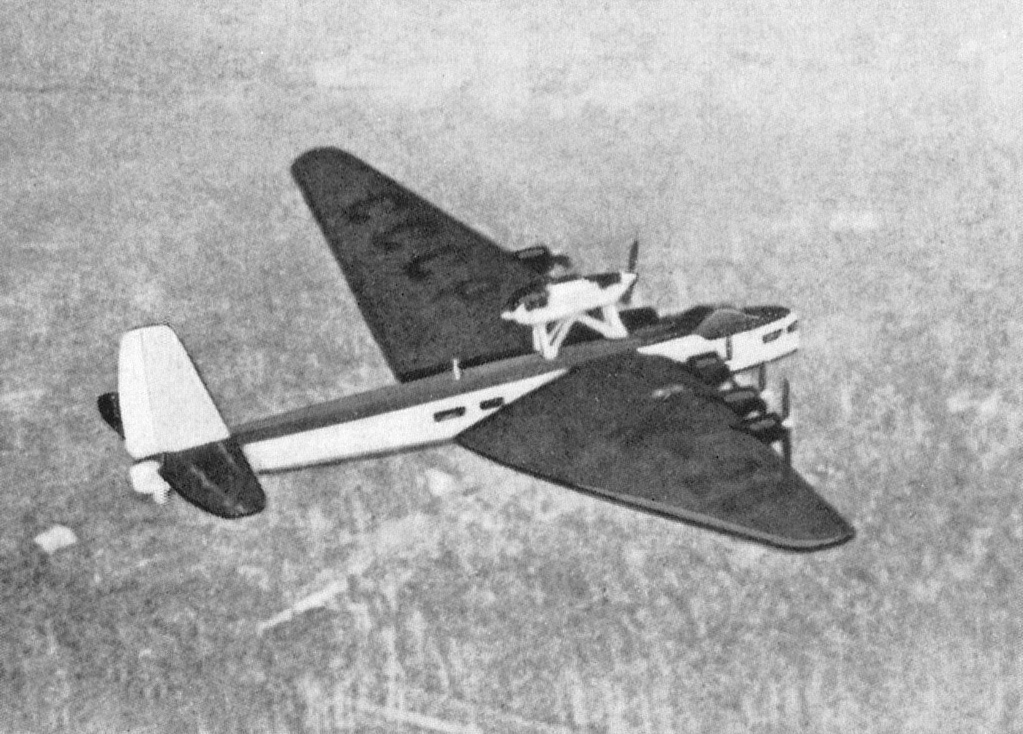
АНТ-20 «Максим Горький» — агитационный пассажирский 8-моторный самолёт, самый большой самолёт своего времени

В 1932 году, на основании постановления Совета народных комиссаров № 209 от 25 февраля, вместо ВОГВФ было образовано Главное управление гражданского воздушного флота при СНК СССР (сокращённо ГУГВФ или Аэрофлот). В подчинении Аэрофлота находились хозрасчётные тресты: Трансавиация, Снабаэрофлот, Граждавиапром, Граждавиастрой, Дирижаблестрой и Сельхозавиация. В том же году для работников была введена форма и знаки различия.
27 марта 1940 года вышло Постановление ЦК ВКП (б) и СНК СССР об опытном самолётостроении и моторостроении, которое создавало самостоятельную инфраструктуру опытного строительства. Создавались опытное производство, лётно-испытательные службы. Был организован Лётно-исследовательский институт (ЛИИ), который возглавил знаменитый лётчик-испытатель Герой Советского Союза М. М. Громов.
Институты, вместе с опытно-конструкторскими бюро, работали как единые команды по строительству новых самолётов. К конструкторским бюро Туполева, Ильюшина, Поликарпова присоединились новые конструкторские бюро и группы, в которых разрабатывались боевые машины. Молодые инженеры А. И. Микоян и М. И. Гуревич, С. А. Лавочкин с В. П. Горбуновым и М. И. Гудковым, А. С. Яковлев, М. М. Пашинин, В. П. Яценко, В. К. Таиров и другие соревновались друг с другом и с более опытными конструкторами за право запустить свой самолёт в серию.
В середине 1940 года почти на всех заводах, производивших авиационную технику, готовились к выпуску новых самолётов. Новые самолёты и моторы значительно отличались от старых, и это делало их серийный выпуск исключительно трудным.
Очень важным моментом было обеспечение взаимозаменяемости при массовом производстве самолёта. Вместе с рождением новых самолётов появился плазово-шаблонный метод, освоенный при постановке на лицензионное производство ПС-84, позднее известного как Ли-2.
Развивалось и отечественное авиационное моторостроение: к началу войны имелись двигатели, не уступавшие лучшим зарубежным образцам. Талантливым конструктором двигателей был В. Я. Климов. Взяв в своё время за основу мотор водяного охлаждения «Испано-Сюиза», Климов добился результатов, каких не смогла добиться сама эта фирма.
А. Д. Швецов конструировал двигатели воздушного охлаждения, которые применялись на истребителях. Главным потребителем двигателя М-82 (АШ-82) стали в войну самолёты Лавочкина, а так же использовались на бомбардировщиках Ту-2, Су-2 частично в Пе-8.
Третий конструктор авиационных двигателей из этой когорты — А. А. Микулин. Его моторы АМ-34, потом АМ-35 и перед самой войной АМ-38 устанавливались на тяжёлых бомбардировщиках и штурмовиках Ильюшина.

### Великая Отечественная война
К началу Великой Отечественной войны авиационная промышленность выпускала более 50 самолетов в день. В июле 1941 года изготовили 1807 самолетов (60 в день). В сентябре 1941 года изготовлено 2329 боевых машин — более 70 в день. Правда, потом в связи с эвакуацией заводов в глубокий тыл выпуск стал падать, но в дальнейшем его довели до 100 и более самолетов в сутки.
Местами новой дислокации авиационных предприятий стали Куйбышев, Казань, Чкалов, Уфа, Омск, Новосибирск, Иркутск, Тбилиси, Ташкент и другие города. Всего было перебазировано около 85 % предприятий авиационной промышленности страны. 9 ноября 1941 года Государственный комитет обороны утвердил графики восстановления и пуска эвакуированных заводов и планы производства. Была поставлена задача не только восстановить выпуск самолётов, но и значительно увеличить их количество и качество. В тяжелейших условиях один за другим были пущены заводы-дублёры. Уточнялись, упрощались технологии, находили применение новые виды материалов.
Рост объёмов выпуска авиационной техники потребовал применения поточной и поточно-конвейерной сборки самолётов и двигателей, а также и других высокопроизводительных технологических процессов.
В конце первой половины 1942 года авиационная промышленность уже располагала новой надежной материально-технической базой.

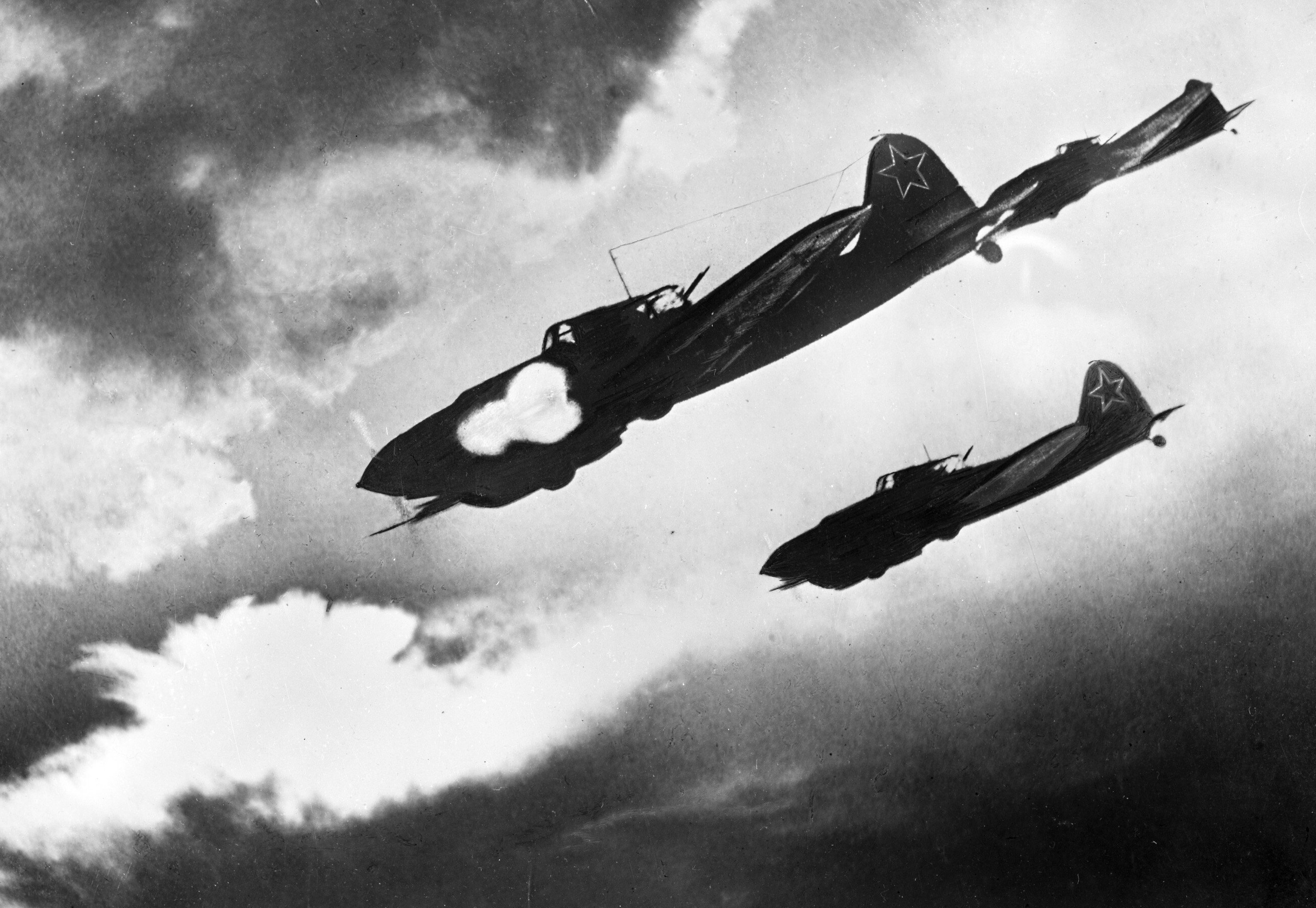
Штурмовики Ил-2 атакуют колонну противника, Воронежский фронт, 1 июля 1943 года

Самыми массовыми самолётами в советских ВВС за годы Великой Отечественной войны стали штурмовик Ил-2 и истребитель Як-1, которые составляли почти половину авиапарка ВВС. Появление на фронте таких самолётов как Як-3 и Як-9 принесло установление паритета с люфтваффе, а в конечном счёте и превосходства в воздухе. На вооружение военно-воздушных сил все больше поступало самолётов-истребителей Як-7, Як-9, Як-3, Ла-5, Ла-7, двухместных штурмовиков Ил-2 (а с лета 1944 года — Ил-10), бомбардировщиков Пе-2, Ту-2, пушек, бомб, радиолокационных станций, радиосвязного и аэронавигационного оборудования, аэрофотоаппаратов и другой техники и вооружения
Во время войны гражданский воздушный флот использовался для военных целей. До войны в Красной Армии отсутствовали подразделения военно-транспортной авиации, и для перевозки грузов в военное время предполагалось использовать самолёты гражданского воздушного флота. Постановлением СНК от 23 июня 1941 года ГВФ был подчинён Наркомату обороны СССР; с апреля 1942 года — ВВС Красной армии,
За время войны самолёты ГВФ перевезли 2,35 млн пассажиров и 278 тыс. т грузов, из них 0,82 млн пассажиров и 145 тыс. тонн грузов было перевезено в тылу. Продолжало увеличиваться воздушное движение, и с 1945 года, для увеличения пропускной способности, в СССР на авиалиниях гражданской авиации стало применяться эшелонирование по высоте полёта. Развивалась санитарная авиация.

### Авиация в послевоенные годы и годы Холодной войны
В послевоенный период в СССР, как и в других ведущих странах мира, началось качественное развитие авиации — создание авиационной техники нового поколения реактивной авиации. Увеличилась доля НИИ и ОКБ в общем числе предприятий авиационной промышленности. Закладывалась база развития реактивной авиации — велись интенсивные исследования по аэродинамике больших скоростей, устойчивости, управляемости и прочности скоростных самолетов, газодинамике ВРД, разрабатывались жаропрочные материалы для ГТД.
Укреплялась экспериментальная база ЦАГИ, ЦИАМ, ВИАМ, НИАТ, ЛИИ.
Создаётся Министерство авиационной промышленности (МАП). Авиационная промышленность усиленно работает по двум направлениям: разрабатывает и выпускает самолёты для нужд Гражданской авиации и Военно-воздушных сил (ВВС).
В 1947—1950 годах началось серийное производство и массовое поступление в Вооружённые Силы СССР реактивной авиации. Ежегодно на вооружение в ВС СССР поступало 400—600 самолётов.
Продолжало увеличиваться воздушное движение, для увеличения пропускной способности, в СССР на авиалиниях гражданской авиации стало применяться эшелонирование по высоте полёта. Развивалась санитарная авиация. В 1946 году она имела 154 санитарно-авиационные станции и 400 самолётов. С 1953 года для обеспечения движения на авиатрассах и в районе аэродромов начали применяться наземные обзорные радиолокаторы. В 1950-е годы в Аэрофлоте стали использоваться реактивные самолёты: один из первых в мире реактивный самолёт Ту-104.
Авиационным сообщением к концу 1950-х годов были обеспечены все столицы союзных республик, а также все областные и краевые центры страны. В международном сообщении в первое послевоенное десятилетие Аэрофлотом выполнялись регулярные рейсы в 14 стран: Австрию, Болгарию, Венгрию, Германию, Польшу, Румынию, Финляндию, Чехословакию, Швецию, Югославию, Афганистан, Иран, Китай и Монголию.

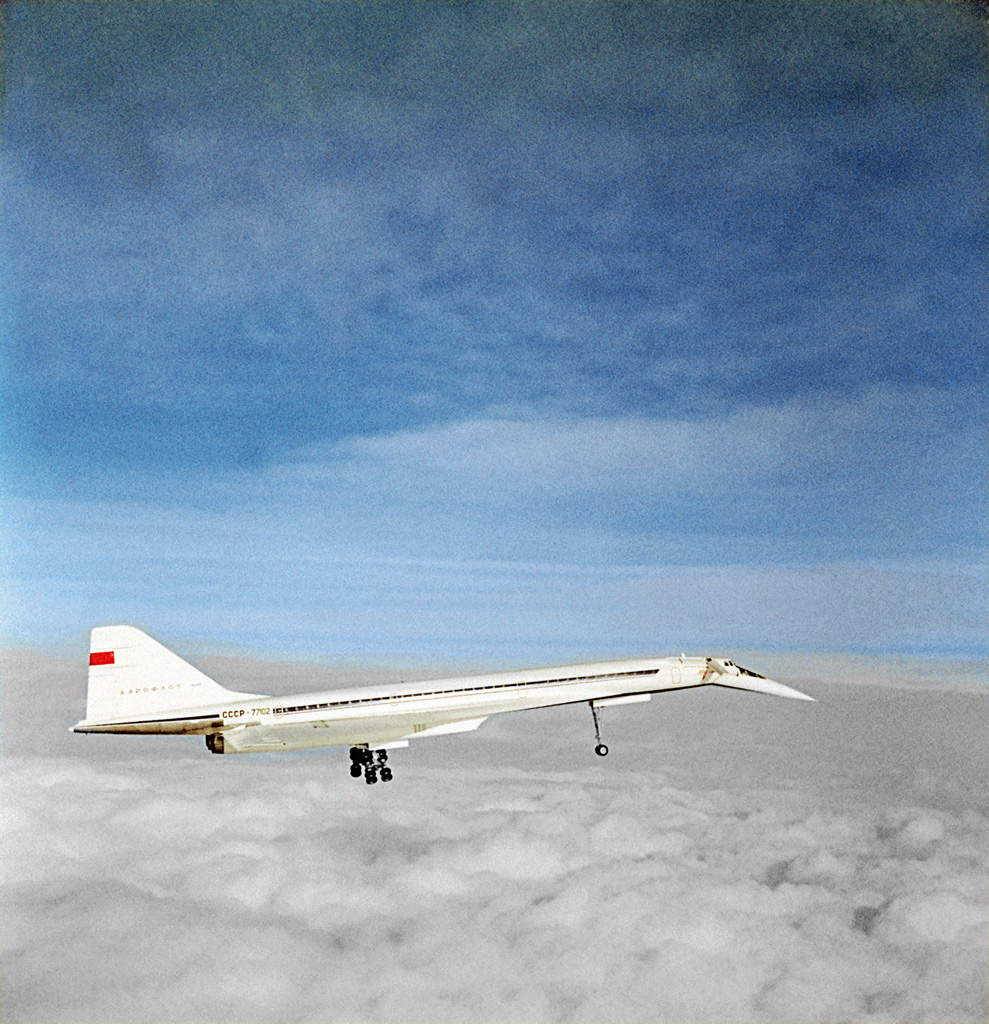
Ту-144 в испытательном полёте.

Для эффективной организации перевозок пассажиров и грузов, для рационального использования авиации в 1964 году вместо ГУГВФ было образовано Министерство гражданской авиации СССР. Для подготовки кадров для «Аэрофлота» в 1980 году в стране имелось 24 средних и высших учебных заведений.
Основные предприятия — разработчики авиационной техники, как правило, обеспечивались собственной производственной базой и приобретали статус опытно-конструкторских бюро (ОКБ), опытных заводов, научно-производственных объединений.
ВВС были серьёзно модернизированы, активно разрабатывалась новая техника, совершенствовалась тактика воздушного боя.
В ВВС в 1960—1980-х годах основными были:
- Фронтовая авиация (ФА) — истребители-перехватчики и штурмовики, обеспечивавшие превосходство в воздухе в приграничных зонах и перехват авиации НАТО;
- Дальняя авиация (ДА) — стратегические бомбардировщики;
- Военно-транспортная авиация (ВТА) — для переброски войск.

В 1960 году регулярные рейсы выполнялись в 22 страны, в 1970 — в 59 стран. Через территорию СССР начались трансконтинентальные перелёты из западной Европы в Азию, осуществляемые зарубежными авиакомпаниями.
Создание и внедрение в серийное производство производительных (благодаря большей скорости и пассажировместимости) пассажирских самолетов — реактивного Ту-104 и турбовинтовых Ил-18, Ту-114, Ан-10 — дало импульс интенсивному развитию воздушного транспорта в стране.

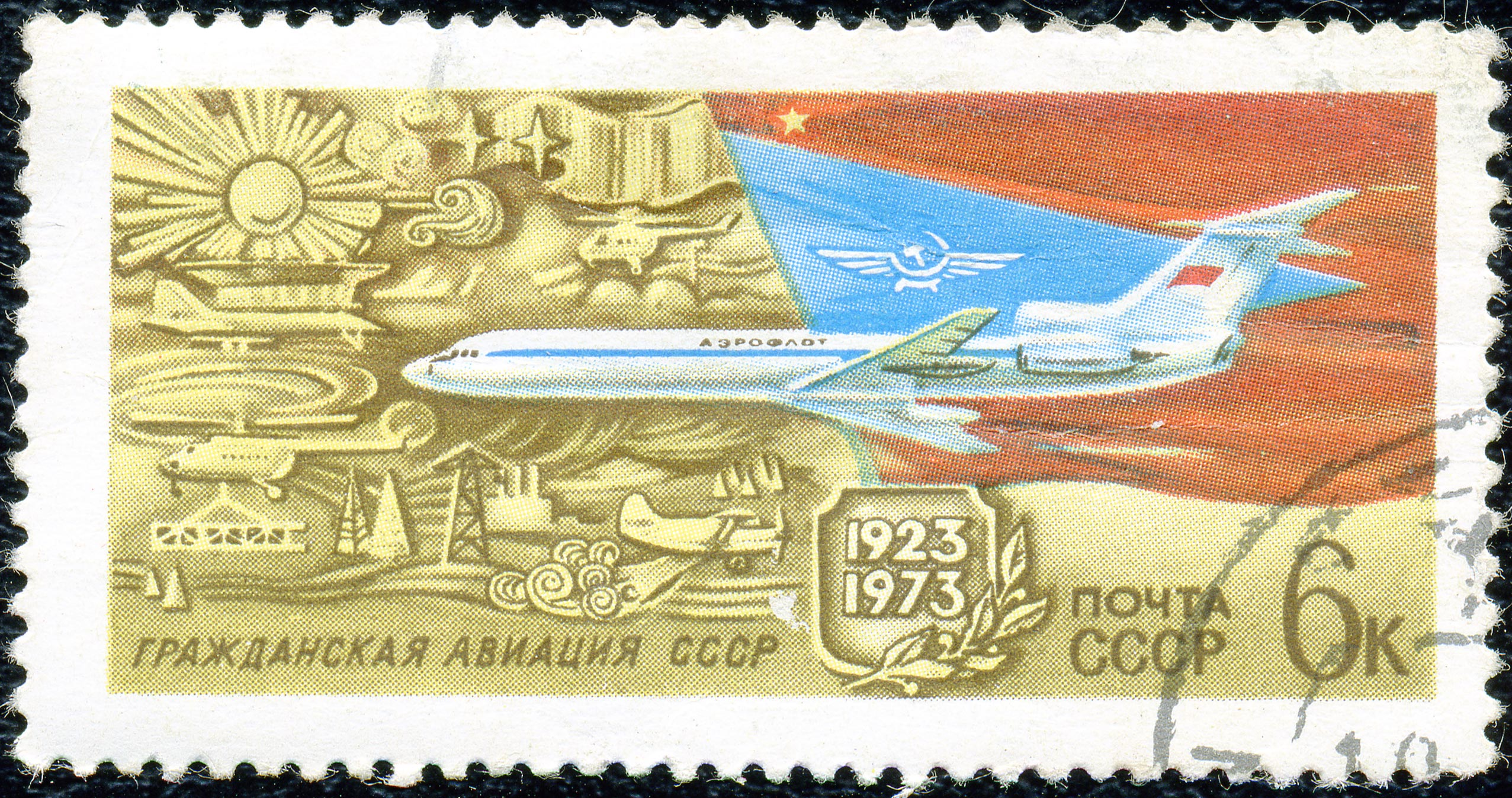
Почтовая марка 1973 года

В 1960-е, 1970-е годы началось использование пассажирских самолётов Ан-10, Ан-24, Ту-134, Ту-154, Ил-18, Ил-62, Як-40, Л-410, транспортных — Ан-12, Ил-76, вертолётов — Ми-2, Ми-6, Ми-8, Ка-26. В 1980 году регулярные рейсы из СССР производились в 85 государств, в 1990 — в 98
С 1973 года над территорией всей страны разворачивается Единая система управления воздушным движением (ЕС УВД СССР). В связи с увеличением количества полётов возникла острая необходимость оснащения наиболее напряженных по интенсивности воздушного движения районов страны лучшими техническими средствами автоматизированных систем управления воздушным движением (АС УВД). 
В 1975 году Аэрофлот заключил контракт со шведской фирмой «StanSAAB» на поставку в СССР АС УВД для аэродрома Минеральные Воды, Киевского аэроузла и аэроузла Московского района.

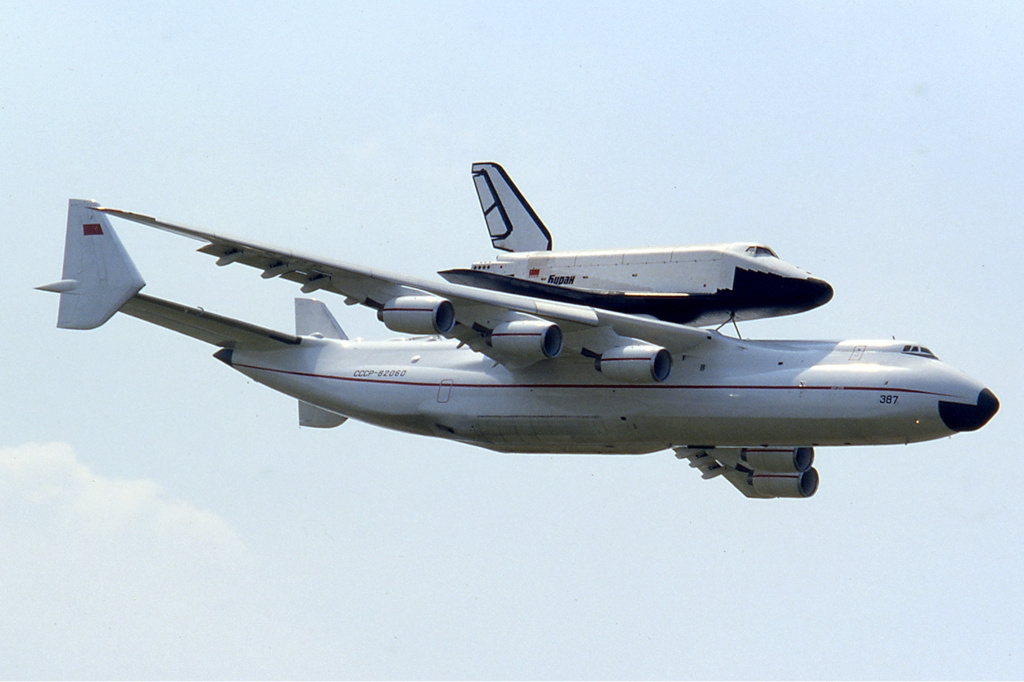
Ан-225 и «Буран», авиасалон Ле-Бурже, 1989 год

В начале 1980-х годов в ВВС начали поступать самолёты четвёртого поколения, которые характеризовались резким улучшением манёвренности. Осваивали новейшие истребители МиГ-29, МиГ-31, Су-27 и штурмовики Су-25, самые большие в мире стратегические бомбардировщики Ту-160. Эти самолёты постепенно вытесняли устаревшие машины. Самолёты четвёртого поколения МиГ-29 и Су-27 до сих пор стоят на вооружении ВВС России.

## Авиация в современной России
Перестройка и последовавший за ней распад СССР нарушил традиционные схемы работы предприятий, отмена системы госзакупок по заявкам авиапредприятий отключили отрасли от государственного финансирования. Гражданские авиакомпании практически отказались от закупок новой техники в связи с падением спроса на авиаперевозки. Уменьшилось государственное финансирование оборонных нужд из-за отсутствием денег в бюджете, резко упал экспорт новых вооружений из-за переизбытка предложения б/у вооружений советских образцов и неумения разрозненных производителей продвигать и поддерживать свою продукцию за рубежом. Производство всех видов авиатехники рухнуло в несколько раз.
Только к концу 90-х — началу 2000-х годов государство озаботилось катастрофическим состоянием авиационной отрасли. Начались попытки создать характерные для успешных капиталистических экономик инструменты финансирования отрасли.
Вместо единого централизованного государственного авиаперевозчика образовалось множество независимых предприятий, большая часть которых со временем перешла из государственной собственности в частную. В 2005 году в РФ насчитывалось до 182 авиакомпаний.
Функции управления в сфере гражданской авиации в настоящее время распределены между тремя федеральными органами исполнительной власти: Росавиацией, Ространснадзором, и Минтрансом России (Департамент государственной политики в области гражданской авиации).
Произошли изменения и в области Управления воздушным движением.25 декабря 1996 была создана Государственная корпорация по организации воздушного движения в Российской Федерации.
ФГУП «Госкорпорация по ОрВД» является членом Координационного Совета «Евразия», в который входят семь национальных органов пост-советских республик по использованию воздушного пространства и организации воздушного движения ANSP. Кроме того, организация является учредителем Некоммерческого образовательного учреждения дополнительного профессионального образования «Институт аэронавигации» и Негосударственного пенсионного фонда «Авиаполис». Госкорпорация по ОрВД контролирует 869 воздушных трасс общей протяжённостью более 700 000 километров. В среднем в год предприятие обслуживает около 1 500 000 полётов российских и зарубежных воздушных судов.
Основные активы российского авиастроения сконцентрированы в двух профильных государственных холдингах: «Объединённая авиастроительная корпорация» (в неё входят крупнейшие самолётостроительные предприятия) и «Оборонпром» (в неё входят крупнейшие вертолётостроительные и двигателестроительные предприятия). Эти компании включают в себя 214 предприятий и организаций, в том числе 103 — промышленные, 102 — НИИ и ОКБ.
В 2015 году Военно-воздушные силы были объединены с войсками воздушно-космической обороны и составили новый вид вооружённых сил — Воздушно-космические силы, который в соответствии с указом президента России с 1 августа приступил к выполнению поставленных задач.
В 2010 году было выпущено более 100 военных самолётов; объём выручки российских предприятий авиапрома составил более 504 млрд рублей, из которых 31 % — доля самолётостроения, 18 % — вертолётостроения, 24 % — двигателестроения, 8 % — агрегатостроения, 11 % — приборостроения, 8 % — производства спецтехники.
В 2011 году было выпущено 267 вертолётов. В 2014 году «Объединённая авиастроительная корпорация» поставила заказчикам 161 самолёт (124 военных и 37 гражданских); «Вертолёты России» — 271 вертолёт.

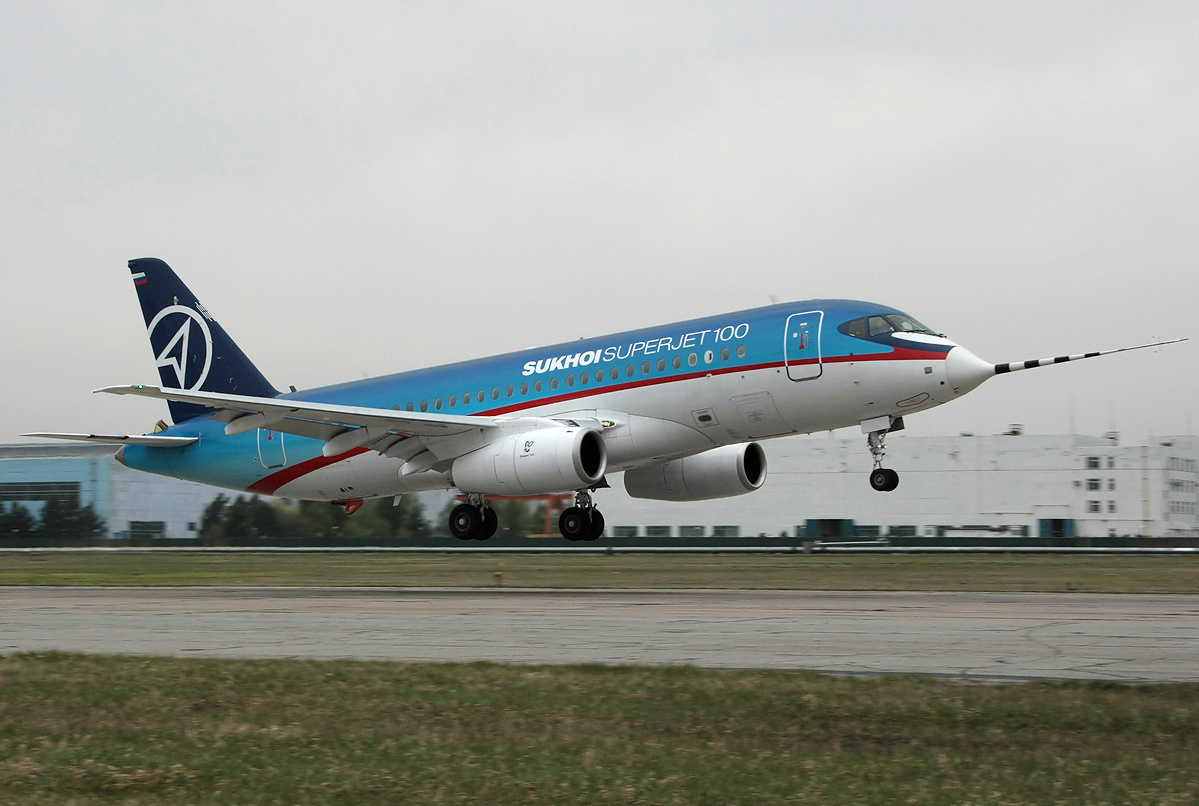
Первый полёт Sukhoi Superjet 100. Комсомольск-на-Амуре, 19 мая 2008 года

Начато серийное производство нескольких самолетов, например новых Sukhoi Superjet 100, Як-130, Су-34, перенесено производство и обновлён Ил-76, совместно с Украиной Ан-148. Серийно выпускается несколько модельных линеек гражданских и боевых вертолётов, в том числе новые Ансат.
25 декабря 2015 года совершил первый полёт учебный самолёт СР-10. 30 декабря 2015 года был сертифицирован новый вертолёт Ми-38. 29 сентября 2016 года состоялся первый полёт учебного самолёта Як-152. 25 мая 2017 года состоялся первый полёт среднего вертолёта Ка-62. 28 мая 2017 года совершил первый полёт пассажирский самолёт МС-21. В августе 2017 года был сертифицирован модернизированный средний вертолёт Ми-171А2. 18 ноября 2017 года совершил первый полёт новый самолёт ДРЛО А-100.
21 декабря 2016 года Постановлением № 1408 Правительства РФ создана Авиационная коллегия при Правительстве России. Главной компетенцией которой является координация действий федеральных органов исполнительной власти, органов исполнительной власти субъектов Федерации, организаций авиационной промышленности и воздушного транспорта в области разработки, производства, эксплуатации и продвижения на рынках отечественной гражданской авиационной техники.
Раз в два года в России проводится Международный авиационно-космический салон (МАКС), в котором активное участие принимают российские производители авиатехники. Так же, чередуясь с МАКСом, каждый второй (четный) год в России в бухте г. Геленджик на территориях испытательно-экспериментальной базы ТАНТК им. Г. М. Бериева и аэропорта «Геленджик» проходит Международный авиасалон по гидроавиации «Гидроавиасалон».

### Крупнейшие авиастроительные компании России
- ПАО «Туполев» — включает в себя четыре филиала: филиал ПАО «Туполев» «Жуковская летно-испытательная и доводочная база», Казанский авиационный завод им. Горбунова — филиал ПАО «Туполев», Самарский филиал ПАО «Туполев» — конструкторское бюро и Ульяновский филиал ПАО «Туполев» — конструкторское бюро, а также подразделения в Санкт-Петербурге, Таганроге, Ахтубинске. В 2018 году под управление ПАО «Туполев» вошел 360 АРЗ (Рязань).

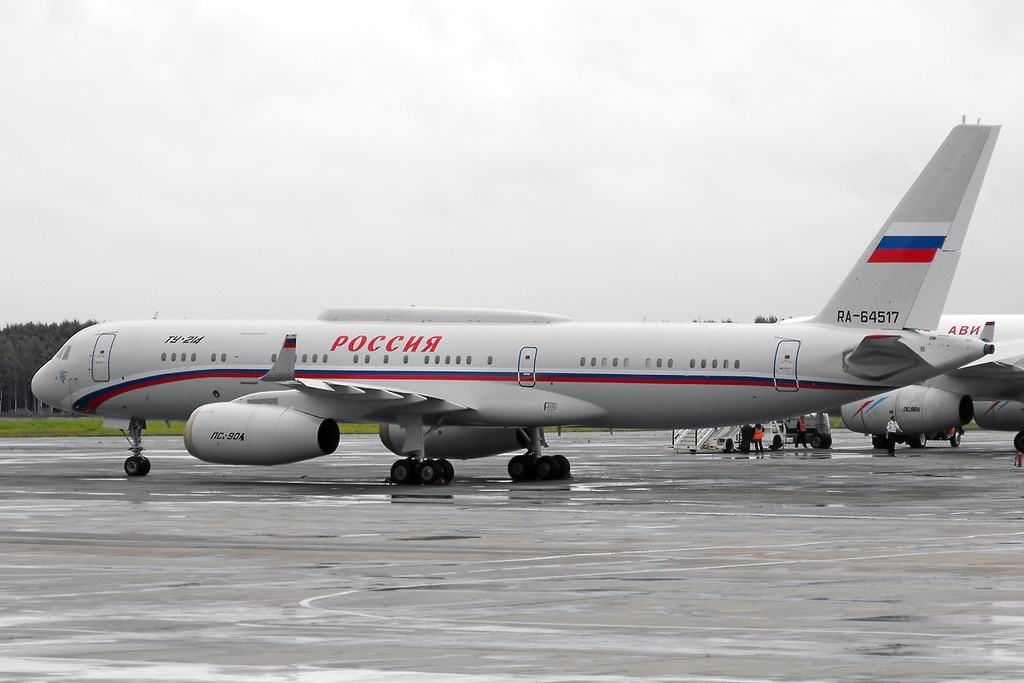
Ту-214ПУ СЛО «Россия»

В рамках государственного оборонного заказа выполняется ремонт и сервисное обслуживание состоящих на вооружении Ту-22М3, Ту-95МС и Ту-160.В ближайшие годы ожидается глубокая модернизация этих комплексов до модификаций Ту-22М3М, Ту-95МСМ и Ту-160М. С 2012 года компания ведёт разработку агрегатов механизации и органов управления самолёта МС-21-300.
На начало 2014 года самолёты ПАО «Туполев» Ту-204/214 составляют основу самолётного парка правительственного авиаотряда — в СЛО «Россия» эксплуатируется 13 самолётов Ту-204 и Ту-214 различных модификаций.
С 2009 года компанией ПАО «Туполев» разрабатывается проект российского стратегического бомбардировщика-ракетоносца нового поколения — Перспективного авиационного комплекса дальней авиации (ПАК ДА, заводское обозначение: «изделие 80»). Проект не является развитием или модернизацией уже существующих машин, а представляет собой принципиально новый летательный аппарат.

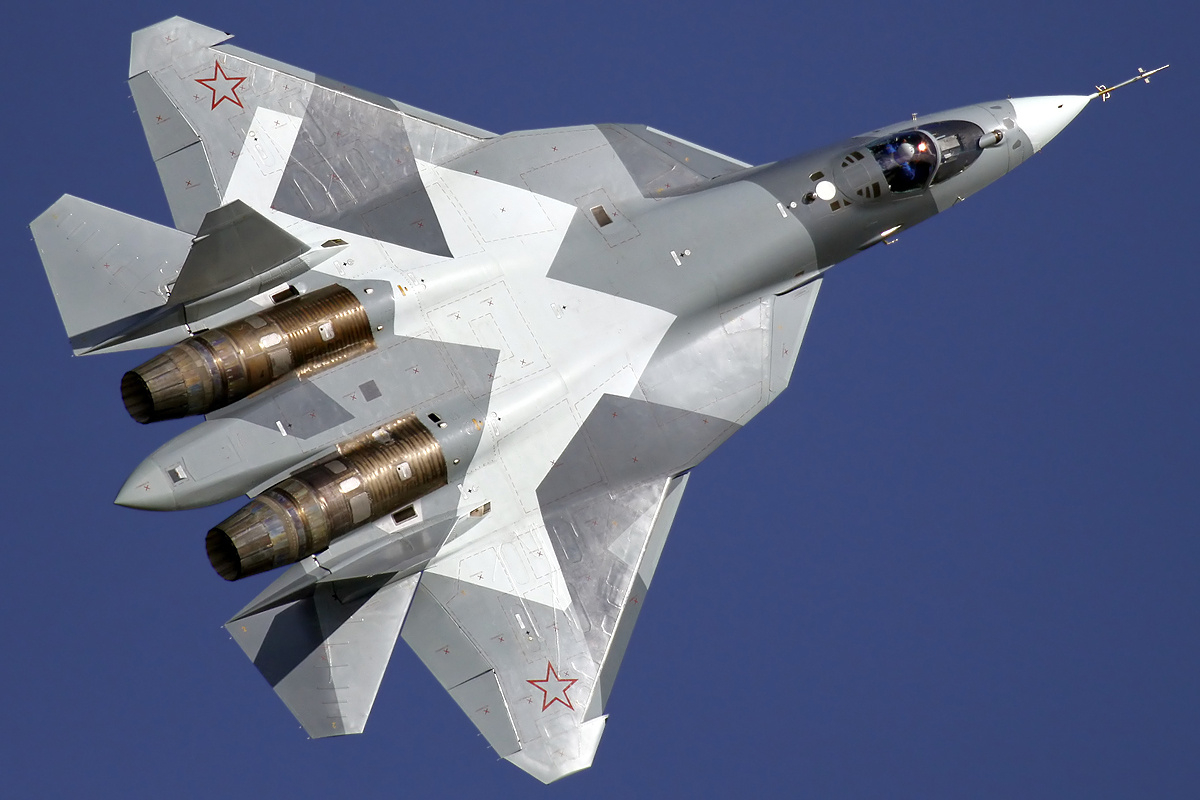
ПАК ФА СУ-57

- ПАО «Компания „Сухой“» — российская компания, занимающаяся разработкой, производством, маркетингом, обучением лётного персонала, послепродажным обслуживанием, включая поставку запасных частей и оборудования боевых и гражданских самолетов марки «Су» и «Бе». Компания является крупнейшим российским авиационным холдингом. В состав холдинга входят конструкторские бюро и серийные самолётостроительные заводы, что обеспечивает выполнение полного цикла работ в авиастроении.

В мае 2019 года ПАО «Компания „Сухой“» запустила в серийное производство в рамках проекта Перспективный авиационный комплекс фронтовой авиации ПАК ФА перспективный российский многофункциональный истребитель пятого поколения -Су-57
- ПАО «Авиационный комплекс имени С. В. Ильюшина» — одно из ведущих предприятий России по разработке авиационной техники. Головное предприятие дивизиона транспортной авиации ПАО Объединенная авиастроительная корпорация.

С 2013 года в ПАО «Авиационный комплекс имени С. В. Ильюшина» разрабатывается проект по созданию Перспективный авиационный комплекс военно-транспорной авиации ПАК ВТА-- сверхтяжелый военно-транспортный самолет «Ермак».
Предполагается, что технические характеристики ПТС «Ермак» будут отчасти наследоваться от Ил-106, наиболее близкого из проектов КБ Ильюшина. «Ермак» займёт пустующую пока в перспективном российском авиапроме нишу — сверхтяжёлых грузовых самолётов грузоподъёмностью более 100 тонн, которую сейчас занимает Ан-124 «Руслан».

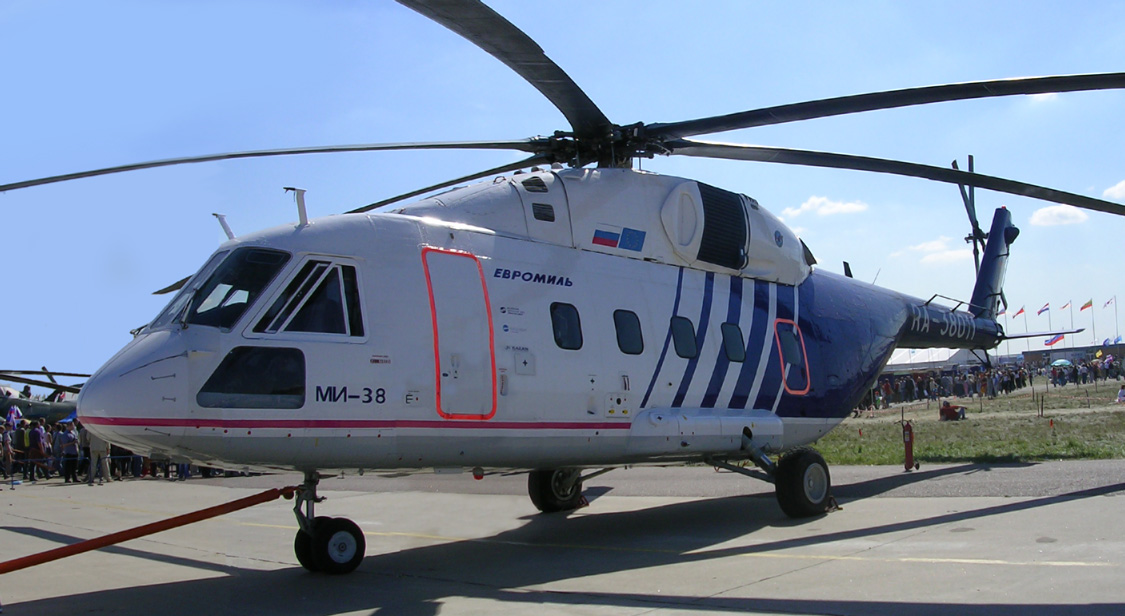
Ми-38 на авиасалоне МАКС-2005

- Московский вертолётный завод имени М. Л. Миля — авиационное предприятие, занимается разработкой и опытной эксплуатацией вертолётов. Завод был создан генеральным конструктором Михаилом Милем в 1947 году. Включает в себя ОКБ, опытное производство, экспериментально-исследовательский комплекс и лётно-испытательную базу. Входит в состав госкорпорации «Ростех», в холдинг «Вертолеты России».
- АО «Камов» — конструкторское бюро холдинга «Вертолёты России». Входит в состав госкорпорации «Ростех». Известно как разработчик вертолётов с соосной схемой несущих винтов.

### Крупнейшие авиакомпании России
- «Аэрофлот» — С апреля 2006 года «Аэрофлот» является полноправным членом авиационного альянса «SkyTeam». Также «Аэрофлот» вместе со своими дочерними авиакомпаниями «Россия», «Аврора» и «Победа» образует авиационный холдинг Группа «Аэрофлот», который входит в ТОП-20 авиаперевозчиков мира по пассажиропотоку[37].
- «S7 Airlines» — является 2-й в стране крупнейшей авиакомпанией. По версии британского аналитического агентства OAG, S7 Airlines вошла в топ-10 самых пунктуальных европейских авиакомпаний, заняв шестое место в рейтинге Punctuality League 2019[38]. Штаб-квартира авиакомпании расположена в Новосибирске.
- «Уральские авиалинии» — пассажирская авиакомпания, занимающаяся регулярными и чартерными внутренними и международными перевозками. По итогам 2018 года услугами авиакомпании воспользовались более 9 млн пассажиров[39]. Компания входит в пятёрку крупнейших пассажирских авиаперевозчиков России[40].Штаб-квартира расположена в Екатеринбурге.
- «ЮТэйр» (Utair) — авиакомпания, образующая вместе со своими многочисленными дочерними структурами, такими как Ютэйр-Вертолётные услуги, ЮТэйр Карго и другими, один из крупнейших в стране авиахолдингов — группа «Ютэйр», занимающимся выполнением пассажирских и грузовых авиарейсов по России и за рубежом, а также техническим обслуживанием воздушных судов (самолётов и вертолётов) и подготовкой персонала. Штаб-квартира авиакомпании расположена в Сургуте.

## В культуре
- х/ф Жуковский (1950)
- х/ф Барьер неизвестности (1961)
- х/ф За облаками — небо (1973) и «Там, за горизонтом» (1975).
- т/с Расколотое небо (1979)
- х/ф Три процента риска (1984)